# Steatoda tristis
Steatoda tristis là một loài nhện trong họ Theridiidae.
Loài này thuộc chi Steatoda. Steatoda tristis được Albert Tullgren miêu tả năm 1910.